# Craig Lincoln
Craig Lincoln, född den 7 oktober 1950 i Minneapolis, Minnesota, är en amerikansk simhoppare.
Han tog OS-brons i svikthopp i samband med de olympiska simhoppstävlingarna 1972 i München.